# ジャック・サマースビー
『ジャック・サマースビー』（原題：Sommersby）は、1993年制作のアメリカ合衆国の映画。リチャード・ギア（兼・製作総指揮）、ジョディ・フォスター、ビル・プルマンらが出演。
16世紀にフランスで起きたマルタン・ゲール事件を基にジェラール・ドパルデュー、ナタリー・バイ出演で制作された1982年のフランス映画『Le Retour de Martin Guerre』を、舞台を南北戦争終結直後のアメリカ南部に置き換えてリメイクした。

## あらすじ
南北戦争終結直後の1860年代後半のアメリカ南部・テネシー州の小さな村。南北戦争に出征していた農園経営者のジャック・サマースビーが6年ぶりに戻ってきた。戦死したと思っていた妻のローレルや村人たちは困惑を隠せない。以前は冷酷な性格で周りから嫌われていたジャックだったが、帰郷後は別人のように周囲との協調を図ったりローレルに深い愛情を注ぐようになる。
これによりジャックは村人から尊敬を集めるようになるが、ジャックのいない間にローレルと恋仲になっていたオーリンだけは彼に疑いの目を向ける。ある日、ジャックが村にやって来た見知らぬ男たちと争うのを目撃したオーリンは、彼が偽物だとの疑いをますます深める。
そんな中、ジャックは喧嘩で人を殺した容疑で逮捕され裁判にかけられるが、ローレルが彼が本物の夫ではないと証言したことで大きな波紋が起こり、裁判の焦点はジャックが本物であるかどうかに移っていく。

## スタッフ
- 監督：ジョン・アミエル
- 製作：アーノン・ミルチャン、スティーヴン・ルーサー
- 脚本：ニコラス・メイヤー、サラ・カーノチャン
- 原案：ニコラス・メイヤー、アンソニー・シェーファー
- オリジナル脚本：ダニエル・ヴィヌ、ジャン＝クロード・カリエール
- 製作総指揮：リチャード・ギア、マギー・ワイルド
- 撮影：フィリップ・ルースロ
- 音楽：ダニー・エルフマン

## キャスト
| 役名                                 | 俳優                           | 日本語吹替 | 日本語吹替   |
| 役名                                 | 俳優                           | ソフト版   | テレビ朝日版 |
| ------------------------------------ | ------------------------------ | ---------- | ------------ |
| ジャック・サマースビー               | リチャード・ギア               | 菅生隆之   | 鈴置洋孝     |
| ローレル・サマースビー               | ジョディ・フォスター           | 土井美加   | 勝生真沙子   |
| オーリン・ミーチャム                 | ビル・プルマン                 | 納谷六朗   |              |
| バリー・コンラッド・アイザックス判事 | ジェームズ・アール・ジョーンズ | 藤本譲     |              |
| ディック・ミード                     | R・リー・アーメイ              | 丸山詠二   |              |
| パウエル牧師                         | ウィリアム・ウィンダム         | 増岡弘     |              |
| バック                               | ラニー・フラハーティ           | 沢木郁也   |              |
| エスター                             | クラリス・テイラー             | 巴菁子     |              |
| ジョセフ                             | フランキー・フェイソン         | 稲葉実     |              |
| ウェッブ弁護士                       | レイ・マッキノン               | 小室正幸   |              |
| ドーソン弁護士                       | モーリー・チェイキン           | 島香裕     |              |
| フォルソム                           | ポール・オースティン           | 田原アルノ |              |

- ソフト版吹替その他：北村弘一、伊井篤史、津田英三、久保田民絵、堀越真己、水野龍司、喜田あゆ美、増田ゆき
- テレビ朝日版：初回放送1996年12月14日 深夜枠

## 評価
レビュー・アグリゲーターのRotten Tomatoesでは26件のレビューで支持率は62%、平均点は6.00/10となった。

## 備考
本作品におけるダニー・エルフマンの音楽の一部は、製作会社であるリージェンシー・エンタープライズのサウンドロゴとしても流用されるようになった。